# Islamitisch extremisme in de Pankisivallei
Islamitisch extremisme ontstond halverwege de jaren 1990 in de Pankisivallei in het noordoosten van Georgië door de komst van Tsjetsjeense vluchtelingen en militanten na de uitbraak van de Eerste Tsjetsjeense Oorlog. Sociaaleconomische crises en politieke wanorde gedurende het eerste decennium van de Georgische onafhankelijkheid droegen bij aan islamitische radicalisering onder de lokale Kist-gemeenschap die verwant is aan de Tsjetsjenen. De Pankisivallei stond vanaf eind jaren 1990 tot medio 2003 internationaal berucht om de wetteloosheid, wapen- en drugssmokkel, ontvoeringen, en het huisvesten van Tsjetsjeense militanten en terroristen. Onder druk van Rusland en de Verenigde Staten voerden de Georgische autoriteiten in 2002 operaties uit in de vallei, waarna de veiligheidssituatie drastisch verbeterde. Met de opkomst van Islamitische Staat reisden echter vele tientallen jonge mannen en vrouwen uit de Pankisivallei naar Irak en Syrië, waarvan sommigen het tot hoog in de IS-rangen schopten.

## Voorgeschiedenis
De ligging van de Pankisivallei ten opzichte van andere belangrijke Georgische bergregio's zoals Chevsoeretië, Psjavi en Toesjeti maakte dat Pankisi historisch door voet- en paardenroutes over de Grote Kaukasuskam met deze regio's en Dagestan en Tsjetsjenië is verbonden. Tegelijkertijd ligt de vallei door de hoge bergruggen in de noordelijke delen relatief geïsoleerd. Het gebied werd historisch door (christelijke) Georgiërs bevolkt, maar na een reeks vernietigende invasies in de 17e en 18e eeuw raakte de vallei praktisch ontvolkt. Onder Russische heerschappij werden in de tweede helft van de 19e eeuw soennitische Kisten uit Tsjetsjenië en Ingoesjetië hervestigd in Pankisi en naar het christendom geconverteerd. Zij hadden veel te lijden gehad van het schrikbewind van Sjamil in de Noordelijke Kaukasus. In 1902 werd de eerste moskee in Pankisi geopend, maar uit angst voor de terugconversie naar de islam weigerden de Russische keizerlijke autoriteiten de officiële registratie van de moskee. Sinds de Oktoberrevolutie in 1917 tot 1960 bleef de moskee gesloten. In de jaren 1970 begon de islamisering van de bevolking in Pankisi geleidelijk toe te nemen, maar bleef de bevolking nog overwegend christelijk met een mengelmoes van heidense tradities.
De sociaaleconomische situatie in de vallei verslechterde door de economische en politieke wanorde in de eerste jaren van de Georgische onafhankelijkheid, al bleef de vrij gesloten gemeenschap in de vallei in eerste instantie betrekkelijk gevrijwaard van conflict en bestuurlijke chaos. Tijdens het Sovjetregime, toen elke vorm van religie verboden was, bleef het respect voor de christelijke heiligdommen onder de lokale bevolking groot, maar dat veranderde in de tweede helft van de jaren 1990 met de komst van radicaal islamitische Tsjetsjenen. De vallei was door de ontmanteling van de Sovjetstrijdkrachten in de onafhankelijke Georgische republiek inmiddels een doorvoergebied geworden van wapens naar Tsjetsjenië via de poreuze Russische grens, ongeveer 40 kilometer ten noorden van Pankisi.

## Tsjetsjeense oorlogen
De overwegend hybride christelijke-heidense religieuze cultuur in de vallei veranderde met de komst van Tsjetsjeense vluchtelingen als gevolg van de Eerste Tsjetsjeense Oorlog (1994-1995). Dit versterkte de islamisering onder de Georgische Kisten en werd in 1997 wahabisme in de gemeenschap geïntroduceerd, wat betrekkelijk makkelijk was door de etnische verwantschap met de Tsjetsjenen. Lokale Kisten bleven na de komst van de Tsjetsjenen uit de kerken en in 2001 werd de St Joriskerk in Baltagori aan de rand van Dzjokolo door onbekenden vernield. In 1998 opende in Pankisi een door wahabisten gesponsorde privéschool die het Arabisch en de Koran onderwees en in 2000 volgde een wahabitische moskee, wat de zorgen over religieus fundamentalisme deed toenemen. Ook de wapensmokkel kreeg met de Tsjetsjeense oorlog een impuls. De Pankisivallei werd een schakel in de illegale wapen- en drugshandel tussen Centraal-Azië en Europa via Dagestan en Tsjetsjenië. Dit kwam mede door het onherbergzame en moeilijk te controleren gebied, de poreuze Georgisch-Russische grens en het zwakke centrale bestuur in Georgië. Dat laatste leidde in de vallei tot wetteloosheid, verwevenheid tussen criminele netwerken en corrupte politie, en de feitelijke ontzegging van toegang tot het gebied voor wetshandhavers. Dit alles maakte Pankisi ook tot een schuilplaats voor criminelen en Tsjetsjeense guerrilla's.
Door de uitbraak van de Tweede Tsjetsjeense Oorlog in 1999 vluchtten in 2000 veel Tsjetsjenen te voet naar de Pankisivallei, onder andere stroomopwaarts langs de Argoen via de Georgische dorpen Sjatili en Moetso en over de Borbalopas. De Hoge Commissaris van de Verenigde Naties voor de Vluchtelingen (UNHCR) rapporteerde op 31 december 2000 ruim 7.600 vluchtelingen in de vallei. Hierdoor verdubbelde de bevolking wat de sociale en politieke spanningen aanzienlijk vergrootte. Onder de vluchtelingen zaten ook voormalige strijders en guerrilla's, waardoor de illegale activiteiten maar ook internationale aandacht toenamen. Het aantal vluchtelingen in het gebied liep in 2002 onder toezicht van de UNHCR terug tot ongeveer de helft. De vallei werd voor Georgië niet alleen een intern maar ook een extern veiligheidsprobleem. Ontvoeringen vonden geregeld plaats, waarbij ook buitenlanders gegijzeld werden, en een lid van het Georgische parlement. In 2001 namen de spanningen tussen de etnische groepen in de vallei toe en gijzelden dorpelingen elkaar. Het gebrek aan gezag van de centrale autoriteiten in het gebied, de verdenking dat de politie zelf onderdeel was van de criminele netwerken en algemene onvrede over de veiligheid in het land leidden tot nationale protesten. Twee verantwoordelijke ministers namen onder publieke druk ontslag, maar uiteindelijk stuurde president Edoeard Sjevardnadze in najaar 2001 zijn hele kabinet naar huis.

## OVSE
Ondertussen namen de internationale zorgen toe over de poreuze Georgisch-Tsjetsjeense en Dagestaanse grens in Toesjeti in relatie tot de Tweede Tsjetsjeense Oorlog, wapensmokkel en militanten die een veilig heenkomen in het Georgische grensgebied zouden zoeken. Dit leidde in december 1999 tot een grensbewakingsmissie in Georgië van de OVSE voor de 82 kilometer lange grens met Tsjetsjenië. Op Georgisch verzoek werd de missie per januari 2002 uitgebreid met de bewaking van de 58 kilometer lange grens met de Russische deelrepubliek Ingoesjetië. Het centrum van de grensbewakingsmissie was in Omalo in Toesjeti, met uitvalsbases in Girevi (Toesjeti) en Sjatili (Chevsoeretië), waar in 2002 Sno (gemeente Kazbegi) aan werd toegevoegd. De missie werd na Russische bezwaren per 2005 beëindigd. Daarna werd nog tot 2007 door de OVSE vanuit Omalo training gegeven aan de Georgische grenspolitie.

## 9-11 en Al-Qaida
Tijdens de Tweede Tsjetsjeense Oorlog beschuldigde Rusland Georgië ervan dat het Tsjetsjeense terroristen zou huisvesten en trainingskampen zou faciliteren. Russische vliegtuigen en helikopters schonden in deze periode geregeld het Georgische luchtruim, waarbij Rusland er tegelijkertijd op aandrong gezamenlijke militaire operaties in de Pankisivallei uit te voeren. Iets dat de Georgische regering afhield uit vrees voor nog meer Russische militaire aanwezigheid in het land, naast Abchazië en Zuid-Ossetië. De aanslagen van 11 september 2001 in de Verenigde Staten en de daarmee gepaard gaande eensgezinde houding van de VS en Rusland over internationaal terrorisme zorgden voor verandering in het eerdere ontkennende gedrag van de Georgische regering. De Amerikaanse regering waarschuwde voor extern ingrijpen als de Georgische regering niet genoeg prioriteit aan de dag zou leggen. Russische helikopters beschoten in november 2001 onbewoonde plekken in het centrale deel van Pankisi bij de dorpen Omalo en Birkjani, tientallen kilometers Georgië in. In de nasleep van 9-11 zag Rusland de oorlog tegen de Tsjetsjenen door de lens van de 'strijd tegen internationaal terrorisme', en beschouwde de Tsjetsjenen in de Pankisivallei als zodanig. Begin 2002 leidde een mislukte Georgische politieoperatie tot de conclusie dat militair ingrijpen onvermijdelijk was.
In februari 2002 stelde de Amerikaanse ambassadeur in Georgië dat er mogelijke banden waren tussen de Tsjetsjeense guerrillastrijders in Pankisi en Al Qaida en de Taliban. Enkele Tsjetsjeense guerrillastrijders, met name de veldcommandant Chattab, zouden daarbij een prominente rol spelen. Kort daarna verklaarde de Amerikaanse regering dat 200 Amerikaanse militairen in Georgië zouden worden ingezet om 2000 Georgische manschappen te trainen in anti-terroristische operaties. Ook werden een tiental helikopters door de VS en Turkije beschikbaar gesteld. Deze inzet zou volgens sommigen een Russische interventie in Georgië hebben voorkomen. De Tsjetsjeense guerrillastrijder en veldcommandant Roeslan Gelajev hield zich vanaf medio 2000 op in Pankisi, zo luidden lokale getuigenverklaringen. Gelajev werd begin 2004 door Russische strijdkrachten omgebracht toen hij vanuit Dagestan naar Georgië probeerde te vluchten. De druk op de Georgische autoriteiten om jacht te maken op Tsjetsjeense guerrilla's zorgde voor een veronachtzaming van mensenrechten en slordige rechtszaken, zo concludeerden maatschappelijke organisaties en een Europees Hof.
In de zomer van 2002, na een Russisch offensief in zuid-Tsjetsjenië, bombardeerden Russische vliegtuigen diverse keren de Pankisi- en Ilto-valleien, met een Georgische dode en diverse gewonden tot gevolg. Russen werkzaam voor het ministerie van binnenlandse zaken infiltreerden in het gebied, zo bleek uit Georgische arrestaties. In de periode augustus tot november 2002 werden Georgische anti-terreuroperaties uitgevoerd in Pankisi, wat tijdelijk de angel uit de Russische druk haalde, ook al noemde Moskou het een "show operatie". Een van de doelstellingen was het bevrijden van buitenlandse gijzelaars, waaronder de Brit Peter Shaw, directeur van de Georgische Agro-Business Bank. Hij werd in juni 2002 buiten zijn huis in Tbilisi ontvoerd, wat tot grote internationale reputatieschade en het mogelijk onthouden van EU-fondsen leidde. Op 18 november 2002 werd hij bevrijd.
Op 9 september 2002 zei een officier van de Russische FSB dat de daders van de aanslag op 9 mei 2002 in het Dagestaanse Kaspiisk, die aan 45 mensen het leven kostte, hadden verklaard dat ze in de Pankisivallei van Arabieren een explosieventraining hadden gekregen. De FSB officier stelde ook dat een van de hoofdverdachten van de bomaanslagen op Russische appartementen in 1999, Atsjimez Gotsjijajev, zich in de Pankisivallei zou schuilhouden, iets dat de Georgische autoriteiten betwistten. Het Russische Gazeta.ru stelde dat de FSB eigenlijk niet wist waar Gotsjijajev zich zou bevinden, maar dat de uitlating een onderdeel was van de campagne om druk op Georgië uit te oefenen. De Russische dissident en voormalige FSB officier Aleksandr Litvinenko en historicus Joeri Felsjtinski probeerden in 2002 via een intermediair met Gotsjijajev in contact te komen, maar konden hem niet persoonlijk spreken en sindsdien is er niets meer van Gotsjijajev vernomen. Na de Amerikaanse inval in Irak in 2003 en daaropvolgende jaren bleef Rusland geregeld de claim herhalen dat de Pankisivallei Al Qaida trainingskampen en Tsjetsjeense terroristen zou huisvesten. Vanaf 2006 verdween de Russische focus op de vallei als punt van frictie met Georgië, dat zich verplaatste naar andere onderwerpen, en kwam de vallei wat internationale aandacht betreft in rustiger vaarwater.

## Lopota
Een controversiële Georgische anti-terreuroperatie vond in augustus 2012 plaats in de Lopotavallei, gelegen in de gemeente Telavi bij de grens met Dagestan. Dit was enkele maanden voor belangrijke parlementsverkiezingen en zette de schijnwerpers weer op islamitisch extremisme in de Pankisivallei. Bij deze operatie kwamen drie Georgische ordetroepen en elf (islamitische) militanten om het leven waaronder volgens de officiële lezing twee Georgische militanten uit de Pankisivallei, en vijf Russische staatsburgers uit Tsjetsjenië en Ingoesjetië. Van vier anderen werd geen identiteit en afkomst bekendgemaakt. In Georgische media werd aan de officiële lezing getwijfeld, en zouden er wellicht in totaal zes mensen uit Pankisi zijn omgekomen. Bij deze operatie was de uit Pankisi afkomstige Zelimchan Changosjvili als bemiddelaar betrokken. Deze ex-commandant in de Eerste Tsjetsjeense Oorlog voor de Tsjetsjeense afscheidingsrepubliek Itsjkerië en in 2012 werkzaam voor de Georgische veiligheidsdiensten, werd in 2019 in Berlijn door de Russische GROe omgebracht. De Tsjetsjeense terrorist en latere IS-leider Achmed Tsjatajev raakte bij deze operatie gewond en werd gearresteerd door de Georgische autoriteiten. Hij werd in 2013 vrijgelaten en zocht asiel in Oostenrijk, tot hij in 2017 in de Georgische hoofdstad Tbilisi opdook.

## Islamitische Staat

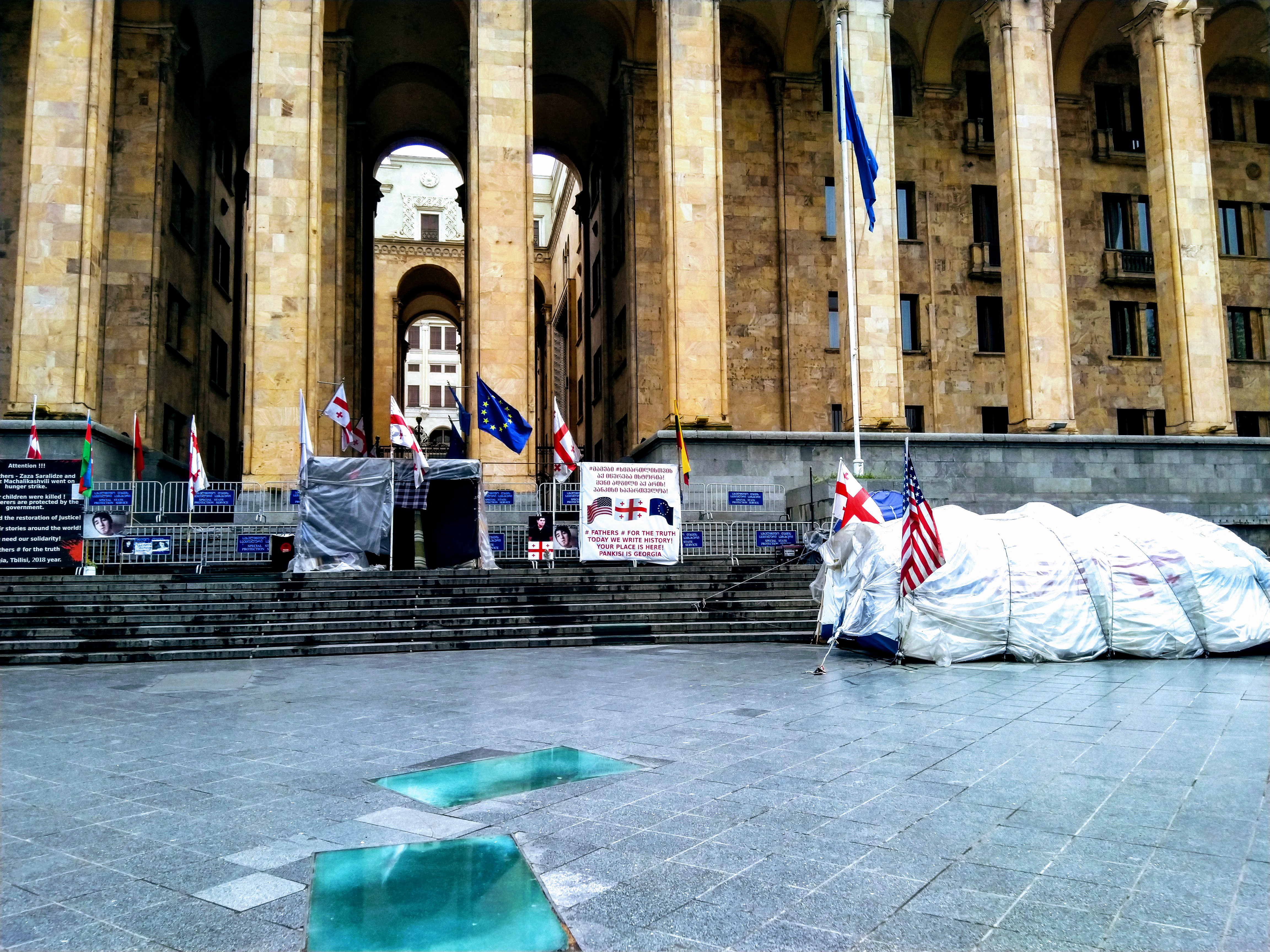
Protesttent van Matsjalikasjvili (2019)

De burgeroorlog in Syrië, de opkomst van Islamitische Staat (ISIS/IS) in Irak en Syrië, de nog steeds slechte sociaaleconomische en perspectiefloze situatie in de Pankisivallei en het maatschappelijk stigma tegen de lokale bevolking zorgden voor een bevattelijkheid onder vooral jonge mannen in de vallei voor het jihadisme van IS en andere extremistische en gewelddadige groeperingen. Pankisi kende vanaf medio 2012 tientallen uitreizigers naar het Midden-Oosten, waarvan sommigen het tot leiders schopten, zoals Tarchan Batirasjvili. In 2014 zouden er in totaal 50 uitreizigers geweest zijn. Volgens de lokale gemeenschap zouden er in 2015 in totaal 200 inwoners van Pankisi zich bij Islamitische Staat hebben aangesloten, een getal dat niet te controleren is. Dit en de in totaal 26 doden (2018) wierp hoe dan ook een nieuwe smet op de vallei en versterkte het stigma van een geradicaliseerde gemeenschap. De Georgische autoriteiten arresteerden in de daaropvolgende jaren geregeld uit Pankisi afkomstige rekruteerders en (teruggekeerde) strijders, maar de onderliggende maatschappelijke problematiek in de vallei kreeg lange tijd weinig aandacht vanuit de centrale regering in Tbilisi.
In november 2017 deden de Georgische autoriteiten een anti-terreur inval in hoofdstad Tbilisi die uitliep op een 20-uur durende patstelling en schietpartij. Hierbij kwamen de Tsjetsjeense terrorist en IS-leider Achmed Tsjatajev en twee van zijn handlangers om het leven en werd er een gearresteerd. Tsjatajev, die zichzelf opblies, zou in 2016 het brein geweest zijn achter de aanslag op de luchthaven van Istanboel, en had naar verluidt echtgenotes in Pankisi en Oostenrijk waar hij enige jaren woonde. De Georgische veiligheidsdiensten lieten weten dat het viertal bezig was aanslagen voor te bereiden op Turkse en Georgische diplomatieke posten. De zaak kreeg een maand later een vervolg met een dubbele anti-terreuroperatie in zowel Tbilisi als Pankisi. De autoriteiten arresteerden vijf vermeende handlangers van Tsjatajev die hem geholpen zouden hebben vanuit Turkije illegaal Georgië in te komen.
Een van hen, de 18-jarige Temirlan Matsjalikasjvili, werd bij de operatie in Pankisi in het hoofd geschoten en overleed twee weken later daaraan. De operatie en het doodschieten van de tiener leidde tot maatschappelijke onrust en protesten. De vader van Matsjalikasjvili stond anderhalf jaar lang met een protesttent voor het Georgische parlement. Begin 2020 sloten de Georgische autoriteiten het gerechtelijk onderzoek naar de dood van de jongen omdat er geen sprake zou zijn geweest van 'misbruik van autoriteit' zoals de vader stelde en de ordehandhaver in kwestie niets anders kon dan te schieten. In januari 2023 oordeelde het Europees Hof voor de Rechten van de Mens dat de Georgische staat niet heeft voldaan aan de eisen van een effectief en gedegen onderzoek, maar stelde het tevens dat de staat niet aansprakelijk kon worden gehouden voor de omstandigheden waarin Matsjalikasjvili overleed gezien de aard van de operatie. Het hof oordeelde derhalve dat de Georgische staat de familie 10.000 euro dient te betalen voor immateriële schade.